# Splean
Gli Splean (in russo Сплин?) sono un gruppo rock russo. Si costituirono come gruppo e pubblicarono il loro primo album nel 1994. Da allora, sono rimasti una delle rock band più popolari in Russia e nei territori che un tempo facevano parte dell'Unione Sovietica. Il nome del gruppo deriva dal termine spleen, e la scrittura "ea" fa riferimento al nome dei Beatles. Il rimando è stato preso in prestito da una poesia di Saša Čërnyj, che il gruppo trasformò in una canzone.
La band si formò quando il cantante Aleksandr Vasil'ev, lavorando in un istituto teatrale, incontrò il tastierista Nikolaj Rostovskij. I due diedero vita a un gruppo e iniziarono a registrare il loro primo album Pyl'naja Byl' in uno degli studi di registrazione dell'istituto, con il rischio che Vasil'ev perdesse il lavoro. Dopo l'uscita del loro secondo album, la band si spostò a Mosca.
Nonostante alcune indiscrezioni che vorrebbero il gruppo sul punto di sciogliersi, gli Splean continuano ad esibirsi in tutta la Russia e danno concerti in tutto il mondo. Al gruppo piace sperimentare e innovarsi, così che l'attuale band è molto diversa da quella originaria.
Nel 2004, la band acquisì fama internazionale con l'inserimento della canzone Bud' moej ten'ju (in russo Будь моей тенью?, Sii la mia ombra) nel film basato sul best seller di Sergej Luk'janenko I guardiani della notte.